# Recordes e estatísticas da A-League
Esta é uma lista de recordes e estatísticas da A-League, principal liga de futebol da Austrália.

## Recordes

### Títulos
- Mais títulos da A-League Premiership: Sydney FC (4 títulos)
- Mais títulos da A-League Championship: Sydney FC (5 títulos)
- Mais títulos consecutivos da A-League Premiership: 3 Melbourne City em 2021, 2022 e 2023)
- Mais títulos consecutivos da A-League Championship: 2 (Brisbane Roar, em 2011 e 2012 e Sydney FC, em 2019 e 2020)
- Maior diferença de pontos para o segundo colocado: 17 pontos (Sydney FC sobre o Melbourne Victory), em 2016–17
- Menor diferença de pontos para o segundo colocado: 17 pontos (Sydney FC sobre o Melbourne Victory), em 2016–17
- Menor diferença de pontos entre o campeão e o vice: 0 (Central Coast Mariners e Brisbane Roar em 2008–09)

### Pontos
- Mais pontos num campeonato: 66 (Sydney FC, em 2016–17)
- Mais pontos conquistados como mandante numa temporada: 33 (Brisbane Roar, em 2010–11 e 2013–14)
- Mais pontos conquistados como visitante numa temporada: 34 (Sydney FC, em 2014–15)
- Menos pontos num campeonato: 6 (New Zealand Knights, em 2005–06)
- Menos pontos conquistados como mandante numa temporada: 2 (New Zealand Knights, em 2005–06)
- Menos pontos conquistados como visitante numa temporada: 4 (New Zealand Knights, em 2005–06)
- Maior pontuação de um clube sem ter conquistado o título: 57 (Central Coast Mariners, em 2010–11)
- Menor pontuação de um clube campeão: 34  (Central Coast Mariners, em 2007–08)

### Vitórias
- Mais vitórias no total: Sydney FC (165)
- Mais vitórias numa temporada: Sydney FC, com 20 (2016–17 e 2017–18)
- Mais vitórias como mandante: 10 (Brisbane Roar, em 2010–11 e 2013–14 e Sydney FC em 2016–17)
- Mais vitórias como visitante: 10 (Western Sydney Wanderers em 2012–13 e Sydney FC em 2016–17)
- Menos vitórias numa temporada: 1 (New Zealand Knights, em 2005–06)
- Menos vitórias como mandante: nenhuma (New Zealand Knights, em 2005–06)
- Menos vitórias como visitante: 1 (New Zealand Knights, em 2005–06)
- Mais vitórias seguidas: Western Sydney Wanderers (10 vitórias entre janeiro e março de 2013)
- Mais vitórias seguidas como mandante: Melbourne Victory  (8 vitórias entre novembro de 2008 e fevereiro de 2009)
- Mais vitórias seguidas como visitante: Melbourne Victory  (8 vitórias entre setembro e dezembro de 2006)
- Mais jogos consecutivos sem vitória: 19 (New Zealand Knights, entre setembro de 2005 a agosto de 2006 e Melbourne City, entre fevereiro de 2013 a janeiro de 2014)
- Mais jogos consecutivos sem vitória como mandante: New Zealand Knights (11 jogos entre setembro de 2005 a agosto de 2006)
- Mais jogos consecutivos sem vitória como visitante: Melbourne City (22 jogos entre fevereiro de 2012 a janeiro de 2014)

### Derrotas
- Mais derrotas no total: Newcastle Jets (155)
- Mais derrotas numa temporada: Central Coast Mariners (20 derrotas em 2005–06)
- Mais derrotas como mandante: North Queensland Fury (9 derrotas em 2010–11)
- Mais derrotas como visitante: Melbourne City (12 derrotas em 2012–13)
- Menos derrotas numa temporada: 1 (Brisbane Roar em 2010–11 e Sydney FC em 2016–17)
- Menos derrotas como mandante: nenhuma (Brisbane Roar em 2010–11 e Sydney FC em 2016–17)
- Menos derrotas como visitante: nenhuma (Sydney FC em 2014–15)
- Mais jogos consecutivos sem derrota: Brisbane Roar (36 jogos entre setembro de 2010 e novembro de 2011)
- Maior sequência sem derrotas como mandante: Sydney FC (29 jogos sem perder entre abril de 2016 e março de 2018)
- Maior sequência sem derrotas como visitante: Brisbane Roar (16 jogos entre outubro de 2010 e novembro de 2011)
- Mais derrotas consecutivas: New Zealand Knights (11 derrotas entre setembro e novembro de 2005)
- Maior sequência de derrotas como mandante: New Zealand Knights (7 jogos entre setembro e novembro de 2005)
- Maior sequência de derrotas como visitante: 9 (New Zealand Knights entre janeiro e novembro de 2006 e Melbourne City entre dezembro de 2012 e janeiro de 2013)

### Empates
- Mais empates no total: Central Coast Mariners (90 empates)
- Mais empates numa temporada: Western Sydney Wanderers (12 empates na temporada 2016–17)
- Mais empates como mandante: 7 (Central Coast Mariners em 2009–10, Melbourne Victory em 2011–12 e Western Sydney Wanderers em 2016–17)
- Mais empates como visitante: 6 (Central Coast Mariners em 2005–06 e 2010–11, Brisbane Roar em 2010–11, Adelaide United e Sydney FC em 2011–12)
- Menos empates numa temporada: 2 (Melbourne Victory em 2008–09)
- Mais empates consecutivos: Wellington Phoenix (6 empates entre setembro e outubro de 2009)
- Mais empates consecutivos como mandante: Perth Glory (5 entre dezembro de 2006 e setembro de 2007)
- Mais empates consecutivos como visitante: Western Sydney Wanderers (5 entre abril e novembro de 2017)

### Gols
- Time que fez mais gols numa temporada: Sydney FC (64 gols em 2017–18)
- Time que fez menos gols numa temporada: New Zealand Knights (13 gols em 2006–07)
- Time que mais levou gols numa temporada: Central Coast Mariners (70 gols sofridos em 2015–16)
- Time que menos levou gols numa temporada: Sydney FC (12 gols sofridos em 2016–17)
- Time com maior saldo de gols: Sydney FC (+43 em 2016–17)
- Time que pior saldo de gols: Central Coast Mariners (–37 em 2015–16)
- Time que fez mais gols como mandante numa temporada: Melbourne City (35 gols em 2015–16)
- Time que fez mais gols como visitante numa temporada: Sydney FC (30 gols em 2016–17)
- Time que fez menos gols como mandante numa temporada: New Zealand Knights (8 gols em 2006–07)
- Time que fez menos gols como visitante numa temporada: New Zealand Knights (4 gols em 2005–06)
- Time que mais levou gols como mandante numa temporada: Central Coast Mariners (32 gols sofridos em 2015–16)
- Time que menos levou gols como mandante numa temporada: Sydney FC (4 gols sofridos em 2016–17)
- Time que menos levou gols como visitante numa temporada: Western Sydney Wanderers (8 gols sofridos em 2012–13) e Sydney FC (2016–17)
- Maior número de clean sheets numa temporada: Sydney FC (16 em 2016–17)
- Menor número de clean sheets numa temporada: Central Coast Mariners (nenhum em 2015–16)
- Time que menos errou ao fazer gol numa temporada: Brisbane Roar (3 em 2010–11)
- Time que mais fez gols no total: Melbourne Victory (524 gols)
- Time que mais levou gols no total: Newcastle Jets (479 gols sofridos)

### Público
- Maior assistência: 61.880 torcedores (Sydney FC–Western Sydney Wanderers, no ANZ Stadium, em 8 de outubro de 2016)
- Menor assistência: 1.003 torcedores (North Queensland Fury–Brisbane Roar, no Estádio Robina, em 8 de fevereiro de 2011)

## Recordes entre jogadores
- Jogador com mais partidas disputadas: Andrew Durante (333 partidas)[1]
- Jogador mais velho: Romário (40 anos e 320 dias no jogo entre Adelaide United e Newcastle Jets, em 15 de dezembro de 2006)
- Jogador mais jovem: [Alusine Fofanah (futebolista)|Alusine Fofanah]] (15 anos e 189 dias no jogo entre Western Sydney Wanderers e Adelaide United, em 19 de janeiro de 2014)

### Gols
- Maior artilheiro: Besart Berisha (127 gols)
- Mais gols em um jogo: Archie Thompson (5 gols no jogo entre Melbourne Victory e Adelaide United, em 18 de fevereiro de 2007)
- Mais gols numa temporada: Bobô (27 gols pelo Sydney FC em 2017–18)
- Mais jogos consecutivos fazendo gol Marc Janko (7 jogos fazendo gol pelo Sydney FC entre janeiro e março de 2015)
- Maior número de hat-tricks: Besart Berisha (5)
- Hat-trick mais rápido: 6 minutos (Besart Berisha, na partida entre Brisbane Roar e Adelaide United, em 28 de outubro de 2011)

### Disciplina
- Maior número de prêmios Fair-Play: Brisbane Roar (6 prêmios)
- Time que mais recebeu cartões amarelos num jogo: Adelaide United (8 cartões na partida contra o Perth Glory em outubro de 2013)
- Partida com maior número de cartões: Adelaide United 3–1 Perth Glory (12 cartões)
- Time que mais recebeu cartões amarelos numa temporada: Sydney FC (79 cartões em 2012–13) e Melbourne City (2015–16)
- Time que menos recebeu cartões amarelos numa temporada: Perth Glory (23 cartões em 2005–06)
- Mais cartões vermelhos: Nigel Boogaard (10 cartões vermelhos)[2][3][4]
- Time que mais recebeu cartões vermelhos num jogo: 2 (Melbourne Victory em novembro de 2007, Adelaide United em outubro de 2013, Sydney FC em fevereiro de 2015[5] e Central Coast Mariners em dezembro de 2017)
- Cartão vermelho mais rápido na estreia de uma temporada: Ante Covic (57 segundos no jogo entre Melbourne Victory e Brisbane Roar, em novembro de 2011.[6]
- Cartão vermelho mais rápido como substituto: Ruben Zadkovich, contra o Perth Glory. Entrou aos 60 minutos e 33 segundos e foi expulso 9 segundos depois após cometer uma falta violenta sobre Vince Lia e xingar o árbitro após levar o cartão.
- Time que mais recebeu cartões vermelhos numa temporada: Perth Glory (10 cartões em 2010–11)[7]
- Maior suspensão: Danny Vukovic (9 meses e 3 dias de suspensão em 2008)[8]

### Goleiros
- Maior tempo sem levar gols: Michael Theo (876 minutos)
- Maior número de clean sheets numa temporada: Danny Vukovic (15 em 2016–17)
- Mais prêmios de melhor goleiro da A-League: Eugene Galekovic (4 prêmios)
- Goleiros que fizeram gol na A-League: 1 (Danny Vukovic)